# بريان هيغينز
بريان هيغينز (بالإنجليزية: Bryan Higgins)‏ هو كيميائي أيرلندي، ولد في 1741 في مقاطعة سليجو في جمهورية أيرلندا، وتوفي في 1818 في ستافوردشاير في المملكة المتحدة.